# Victor Tuxhorn
Victor Tuxhorn (* 26. März 1892 in Bielefeld; † 28. Juni 1964 ebenda) war ein deutscher Kunstmaler und Grafiker.

## Leben
Nach den Brüdern Carl, Paul und Rudolf und der Schwester Luise war Victor Tuxhorn das jüngste Kind von Karl (1857–1914) und Sophie Tuxhorn (1864–1925). Der Vater arbeitete als Schlosser in der Nähmaschinenproduktion der Dürkoppwerke in Bielefeld und war selbst künstlerisch interessiert. Die Familie lebte im Haus der Großmutter Charlotte Tuxhorn, Detmolder Straße 92. 1909 zog die Familie in eine nahegelegene eigene Wohnung. Dort, am Ehlentrupper Weg 15, lebte und arbeitete auch Victor Tuxhorn bis 1923. Nach dem Besuch der Mittelschule begann Tuxhorn eine Lehre in der Malerwerkstatt Milberg und bei Franz Pauly. Von 1909 bis 1914 studierte er Malerei und Grafik bei Ludwig Godewols und Karl Muggly an der Handwerker- und Kunstgewerbeschule Bielefeld. Im November 1909 gründete er zusammen mit u. a. Peter August Böckstiegel, Ernst Sagewka, Erich Lossie und Heinz Lewerenz die Künstlergruppe „Rote Erde“, die bis 1933 bestand. Während des Ersten Weltkriegs leistete er Kriegsdienst und fertigte Armeezeichnungen für Publikationen wie „Aus Sundgau und Wasgenland“ und „Vogesenwacht“ an.
Von 1921 bis 1923 studierte Tuxhorn bei Otto Gußmann, Oskar Kokoschka und Robert Sterl an der Kunstakademie Dresden, wo er schließlich Meisterschüler bei Richard Dreher wurde. Anschließend war er als freischaffender Künstler in Bielefeld tätig. Studienaufenthalte führten in auf die Nordsee-Halligen, in die Niederlande, nach Sizilien und in die Schweiz. Tuxhorn wandelte sich vom Jugendstil kommend zum gemäßigten Expressionisten. Seine Werke fanden in Westfalen weite Verbreitung. Die Arbeiten Tuxhorns werden heute auch dem Stil des „Westfälischen Expressionismus“ zugeordnet.
Zwar wurden im Jahr 1937 acht seiner expressionistischen Bilder als so genannte „entartete Kunst“ aus öffentlichen Sammlungen beschlagnahmt und zerstört. Tuxhorn trat allerdings im selben Jahr der NSDAP bei und konnte „sowohl vor als auch nach seinem Eintritt in die NSDAP künstlerisch arbeiten; er hatte zahlreiche Ausstellungen und positive Besprechungen in der Presse [...]“ Im Zeitraum von 1941 bis 1943 war er zudem Ortsgruppenpresseamtsleiter der Schildescher Ortsgruppe der NSDAP.

## Öffentliche Diskussion um Tuxhorn
Im Juni 2022 entschied die Bezirksvertretung Schildesche, den Prozess zur Umbenennung der Bielefelder Victor-Tuxhorn-Straße einzuleiten. Vorausgegangen war eine Recherche des Bielefelder Stadtarchivs, die Tuxhorns Führungsrolle innerhalb der Schildescher NSDAP in den frühen 1940er-Jahren belegt hatte. Zwar stand eine Mehrheit der Straßenbewohner einer Umbenennung ablehnend gegenüber, schließlich entschied sich die Bezirksvertretung aber für eine Umbenennung. Der neue Straßenname lautet Edith-Feder-Straße. Die Jüdin Edith Feder lebte in der Nähe der heutigen Victor-Tuxhorn-Straße und war Mitglied der Jüdischen Gemeinde Schildesche. Sie wurde 1942 ins Warschauer Ghetto deportiert und im Lager Poniatowa ermordet.

## 1937 als „entartet“ aus öffentlichen Sammlungen beschlagnahmte und zerstörte Werke

### Städtisches Kunsthaus Bielefeld
- Gut Sudbrack (Aquarell)
- Johannisbach mit Kleinbahnbrücke (Aquarell)
- Aufziehendes Gewitter (Aquarell, 1927)
- Inder (Aquarell)
- Jungfrauen (Druckgrafik)
- Kopf (Druckgrafik)
- Kirchdornberg (Druckgrafik)

### Städtische Kunstsammlung Gelsenkirchen
- Christuskopf (Holzschnitt, 1920)[9]

## Museen und Sammlungen
- Historisches Museum Bielefeld[10]
- Kunsthalle Bielefeld
- Kunsthalle St. Annen, Lübeck
- Kunstmuseum Gelsenkirchen
- Kupferstichkabinett, Kunstsammlungen der Veste Coburg
- LWL-Museum für Kunst- und Kulturgeschichte, Münster
- Museum Peter August Böckstiegel, Werther
- Sammlung Brabant, Wiesbaden
- Sammlung Bunte, Bielefeld

## Ausstellungen
- „Positionen der Klassischen Moderne aus der Sammlung Bunte“, August Macke Haus Bonn, 2009 Kunstmuseum Bayreuth 2009, Kunsthaus Apolda 2010
- „Westfälische Expressionisten aus privaten Sammlungen“, Peter-August-Böckstiegel-Haus Arrode, 2013
- „Das Glück in der Kunst – Expressionismus und Abstraktion um 1914“, Kunsthalle Bielefeld, 2014
- „Victor Tuxhorn (1892–1964) – ein Kunstmaler und sein Schildesche“, Volksbank Bielefeld-Gütersloh 2014
- „Victor Tuxhorn – Expressionismus und Gefühl“, Kunsthaus Rietberg – Museum Wilfried Koch, 2016
- „Victor Tuxhorn – ein westfälischer Expressionist“, Museum Haus Opherdicke, Holzwickede 2022/23